# コンスタンティン・パッツ
コンスタンティン・パッツ（エストニア語: Konstantin Päts、エストニア語発音: [ˈkonsˈtɑnʲˑˈtinˑ ˈpætʲsˑ]、1874年2月21日（旧暦2月11日） - 1956年1月18日）は、エストニアの政治家、革命家。エストニア共和国初代大統領。

## 概要
戦間期のエストニアで最も大きな影響力を発揮した政治家であった。自ら新聞『テアタヤ』を主宰し、新聞界と政界を舞台にヤーン・トニッソンと40年間にわたって対立した。1905年のロシア第一革命に関与して死刑の宣告を受けるがスイスおよびフィンランドに亡命して執筆活動を続けた。その後、死刑の一部が恩赦されたためエストニアに戻ったが、1910年から1911年までの間収監された。
1917年にはエストニア自治政府の知事に就任したが、十月革命によって潜伏を余儀なくされる。1918年2月19日、パッツはエストニア救国委員会を構成する三人のうちの一人となる。委員会は24日にエストニア独立宣言を発布し、パッツはエストニア臨時政府の首相（1918-1919）とされたがエストニアはドイツによって占領され、パッツは投獄される。臨時政府では内務大臣（1918）、陸軍大臣（1918-1919）も兼務してエストニア人による近代的軍隊の編成に注力し、エストニア独立戦争の準備に専念していた。
1920年代から1930年代前半にかけて、パッツは当時の主要政党の中で最も右寄りの「農民集会」を率いたが、1932年には「小作人移民同盟」と合流した。パッツは国会(リーギコグ)の議長を務めたほか、5回（1921-1922, 1923-1924, 1931-1932, 1932-1933, 1933-1934）にわたって国老の地位にあった。1934年の任期中、右翼ポピュリズムの政治結社ヴァプス運動（独立戦争退役者同盟）を無力化するため、陸軍と議会の支持を得てクーデターを成功させた。パッツのもと、エストニアは実質的な権威主義体制に移行した。
エストニアは「沈黙の時代」と呼ばれた権威主義体制の期間に数々の改革を成し遂げ、エストニアは経済成長を達成した。パッツは国老と首相を兼ね、自ら摂政大統領と名乗る期間を経て、1938年には新憲法を可決させエストニア共和国初代大統領の地位についた。1940年、ソビエト連邦はエストニアに進駐する。クレムリンの要求により、パッツは一ヶ月以上にわたって様々な大統領令に署名させられ、これらの大統領令はエストニアをソビエト化した。大統領の地位を追われた後、7月には逮捕されロシアへ強制送還された。1956年、収容されていたカリーニン州の精神病院にて獄死。

## 前半生

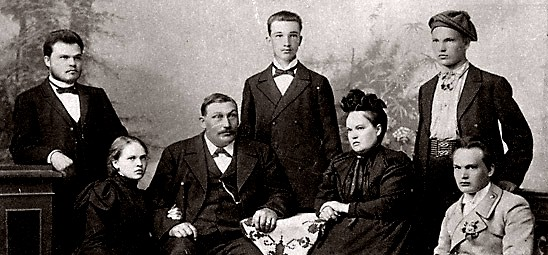
コンスタンティン・パッツとその家族、左から兄のニコライ、妹のマリアナ、父ヤコブ、弟のヴォルデマー、母ボルガ、そして弟のペーターとコンスタンティン

1874年2月23日、ロシア帝国のリヴォニア自治区パルヌ県（現在のエストニア共和国タフコランナ教区）に生まれる。地元の言い伝えによると、コンスタンティンは母ボルガが病院に間に合わなかったために、路傍の農園の納屋で生まれたという。正教会のタフコランナ教会にて受洗。
コンスタンティンの父、ヤコブ・パッツ（1842-1909）はヘイムテイル出身の大工であったが、地元豪族とのトラブルから転居を余儀なくされていた。母オルガ・パッツ（旧姓トゥマーノワ、1847-1914）は、ロシア人とエストニア人を両親に持ち、父ヤコブもルター派教会から正教会へ改宗している。コンスタンティンと兄弟は正教会の厳格な伝統の中で成長した。
コンスタンティンはタフコランナ教会学校に入学する。翌年、家族はパルヌ近郊のラエクラ区に引っ越し、コンスタンティンは教会学校でロシア語の講義を受ける。後に、1887年から1892年の間リガ神学校に学ぶが、聖職者にはならないと決心してからは、パルヌの高等学校に移った。
1894年から1898年にかけてパッツはタルトゥ大学法学部に学び、法学士の学位を得る。ほどなくしてオムスク第96ロシア歩兵連隊に徴兵され、旗手を務めた。1900年、すでに政治家を志していたパッツはタルトゥに戻って学者になることを選ばず、首都タリンへと移った。

## 経歴

### 報道家として
タリンにて、パッツはヤーン・ポスカの法律事務所の助手として働き始める。しかし、この仕事はパッツを満足させることはできなかった。一方、タルトゥではヤーン・トニッソンが国粋主義的新聞『ポスティメース』を1891年、既に創刊していた。そこで、パッツも自らの新聞をタリンで立ち上げようと考えていた。ちょうどその頃、新聞記者のエドゥアルト・ヴィルデとアントン・ハンセン・タムサーレも同じく国粋主義の新聞を創刊しようとしていたが、は社会民主主義的な立場をとるロシア内務省は免許を交付しようとしなかった。そこで3人は協力し、パッツを国教である正教会と深い関係を持つ弁護士として担ぎ上げることで、免許を手に入れることに成功した。
ヴィルデたちや免許を交付した権力者らはパッツに、帝国に忠実であり、かつ正教徒エストニア人の団結を主張する新聞を書くことを期待していた。ところが、パッツは自由主義的な主張を持っていた。新聞『テタージャ』の初版は1901年10月23日発行されたが、程なくして、先んじて発刊していた『ポスティメース』ならびに主筆のトニッソンを相手にエストニアの将来像を巡って論争を繰り広げることになった。国家主義思想を掲げる『ポスティメース』に対して、『テタージャ』は経済活動の重要性を強調した。しかし、厳しい検閲によって、この事業はたちまち困難になっていった。

### 若き政治家
そこでパッツは、政治家となりバルト・ドイツ人が未だに支配している地方で権力を手に入れようと考えた。1904年、パッツはタリン市の相談役になると 、ポスカとともに、エストニア人から自由主義者のロシア人までを巻き込んだ選挙工作を行い、同年のタリン市議会選挙に辛くも当選、市議会議員となる。1905年には市長補佐に進み、同時に市議会の議長をも務めた。しかし、市議会での活発な活動のために、この頃の彼はほとんど新聞に割ける時間がなかった。そのため、テタージャの実権はハンス・ポーゲルマン率いる革命派グループに移り、反政府的な記事を書いて大いに民衆を扇動した。
1905年の革命の時、パッツは既にバルト諸国の自治と民主化を訴える活動家となっていた 。革命の高まりの中で、彼の新聞は発禁とされ、社員は逮捕されてしまった。パッツはこのことを事前に察知し、辛うじてスイスへと遁れ、そこでロシア帝国によって自身が死刑を宣告されたとの報に接した。

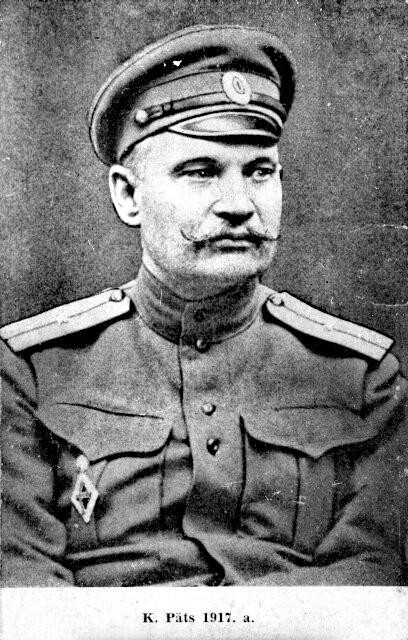
少尉時代のコンスタンティン・パッツ（1917年）

1906年、パッツはフィンランドの首都ヘルシンキへ移り、文筆業を継続した。彼の原稿の多くはエストニアにて匿名で出版された。また、市当局の土地改革に関する質問に助言を加えた。1908年、パッツはサンクトペテルブルクのロシア国境附近に位置する街・オリラに移る。ここで、彼はフィンランドに身を置きながら、スイスへ亡命した際に生き別れた家族との再会を果たした。
妻ヘルマの病が重くなってからは、パッツはもはやロシアが彼に死を望んでいないことを知り、1909年、少しばかりの代償を条件にエストニアに戻った。1910年2月、パッツはサンクトペテルブルクのクレスティ刑務所に収監される。同時に、パッツが薬を送り続けていたにもかかわらず、妻がスイスで結核により死亡した。収監中のパッツは外国語を学び、新聞に載せるべく論文を執筆した。1911年5月25日、釈放される。このとき、エストニア州の知事がかねてから、1905年の行動を理由に彼をかの地へ戻さないよう要請していたこともあり、エストニアとリヴォニアの知事から6年間の追放を宣告された。ところが最終的には、ポスカとの深い関係が彼を再びエストニアに呼び戻した。
パッツは改めて新聞を創刊し、『タリン・テタージャ』と名付けた。
1916年2月から、パッツはタリン市の将校となり、翌1917年にはエストニア軍人最高会議の議長に選出され、帝国軍のエストニア人部隊に協力の働きかけを行う。戦争の間も、パッツはエストニア人と自由主義を支持するバルト・ドイツ人資産家との連携を画策し続けた。

### 自治とドイツ軍による占領

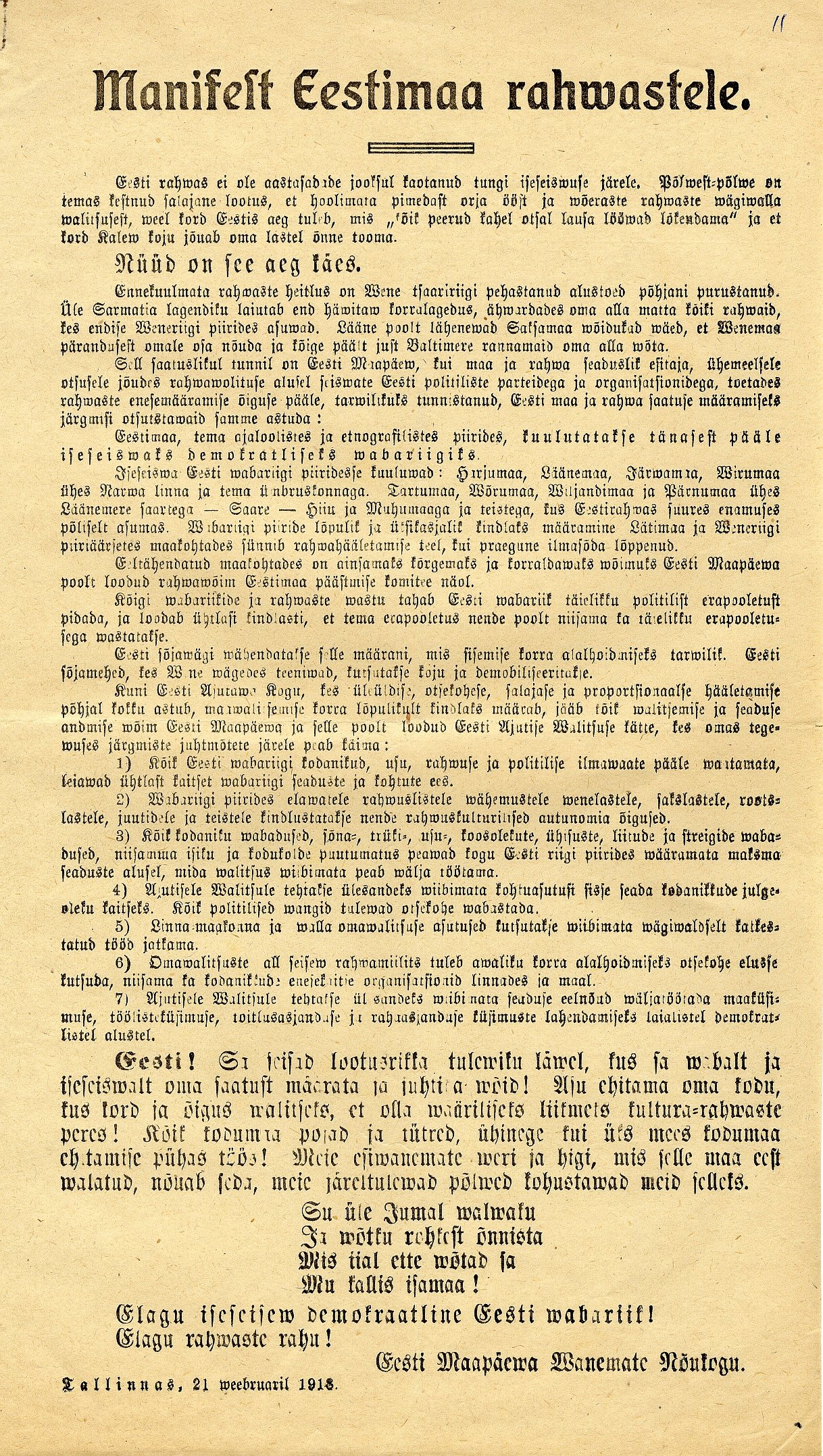
パッツはエストニア独立宣言を発布した中の一人であった

1917年、ドイツ軍がエストニアに進撃したが、パッツは徴兵を忌避することに成功した。二月革命以降、エストニアの支配権はロシア臨時政府が握っていたため、エストニア人はロシア帝国内での自治を追求していた。
国内ではエストニアをそのまま自治区とするか、あるいは二つの自治区に分割するかの論争が持ち上がっていたが、パッツは一つの自治区とする側に立ち、分割を支持するトニッソンを破った。
ほどなくペトログラードでエストニア人が蜂起したため、1917年4月12日、ついに臨時政府はエストニア自治区の設置を承認した。
エストニア自治議会が選出されたとき、パッツは議員となり、しかも55議席のうち13を占めるエストニア祖国同盟を率いる立場となった。左右両翼が同数の議席を獲得し、議長の選出は難航した。中道右派のトニッソンの推薦により立候補したパッツは、当時無名であったアルター・バルナーの一票を除く全ての票を得て当選した。
パッツは最初、どの院内会派にも所属しないことにしていたが、最終的には最右翼の民主主義会派に所属した。1917年10月12日には臨時政府の議長、ヤーン・ラモットに取って代わる。十月革命の際は、ボリシェヴィキがエストニアの支配権を握ったため議会は解散させられてしまった。公文書の引き継ぎに失敗したため、パッツは三度逮捕され、最終的には地下活動へと潜行した。
とはいえエストニアにおけるボリシェヴィキの力は比較的弱かったので、議会の長老たちは1917年11月28日、議会は合法的に選出されたエストニア唯一の権威であるとの宣言を発した。しかし、長老たちの組織は地下活動をするには大きすぎたので、1918年2月19日、パッツを含む3人で構成されるエストニア救世委員会が発足した。
ソビエト軍が退却を始める中、救世委員会はこの空白期間を利用して独立を宣言しようと考えた。そして2月21日、パッツらは独立宣言を発表するため、ハープサルに赴いた。しかし、その日のうちにドイツ軍がハープサルを占領し、委員会はタリンへの後退を余儀なくさせられた。またタルトゥにもドイツ軍より前に到着しようと試みたが、これも失敗に終わった。
ソビエト軍はとうとうドイツ軍が来る前に撤退した。1918年2月24日、救世委員会はエストニア独立宣言を発表した（宣言は23日既に独立宣言を発していたパルヌにも伝達された）。ただちにエストニア臨時政府が組織され、パッツは内務大臣として閣僚評議会の議長に就任した。
翌2月25日、ドイツ軍がタリンを占領し、パッツは6月16日に逮捕された。ラトビアの幾つかの収容所をたらい回しにされた末に、フロドナに落ち着いた 。その年の11月12日、終戦に伴って解放された。
パッツがタリンに戻ると議会が招集され、11月27日、第三次パッツ内閣が組織された。この内閣でパッツは首相と陸軍大臣を兼任し、国防計画を任された。

### 独立戦争

1919年2月24日、パッツは独立記念日の行進で最初の伝統的な演説を行った

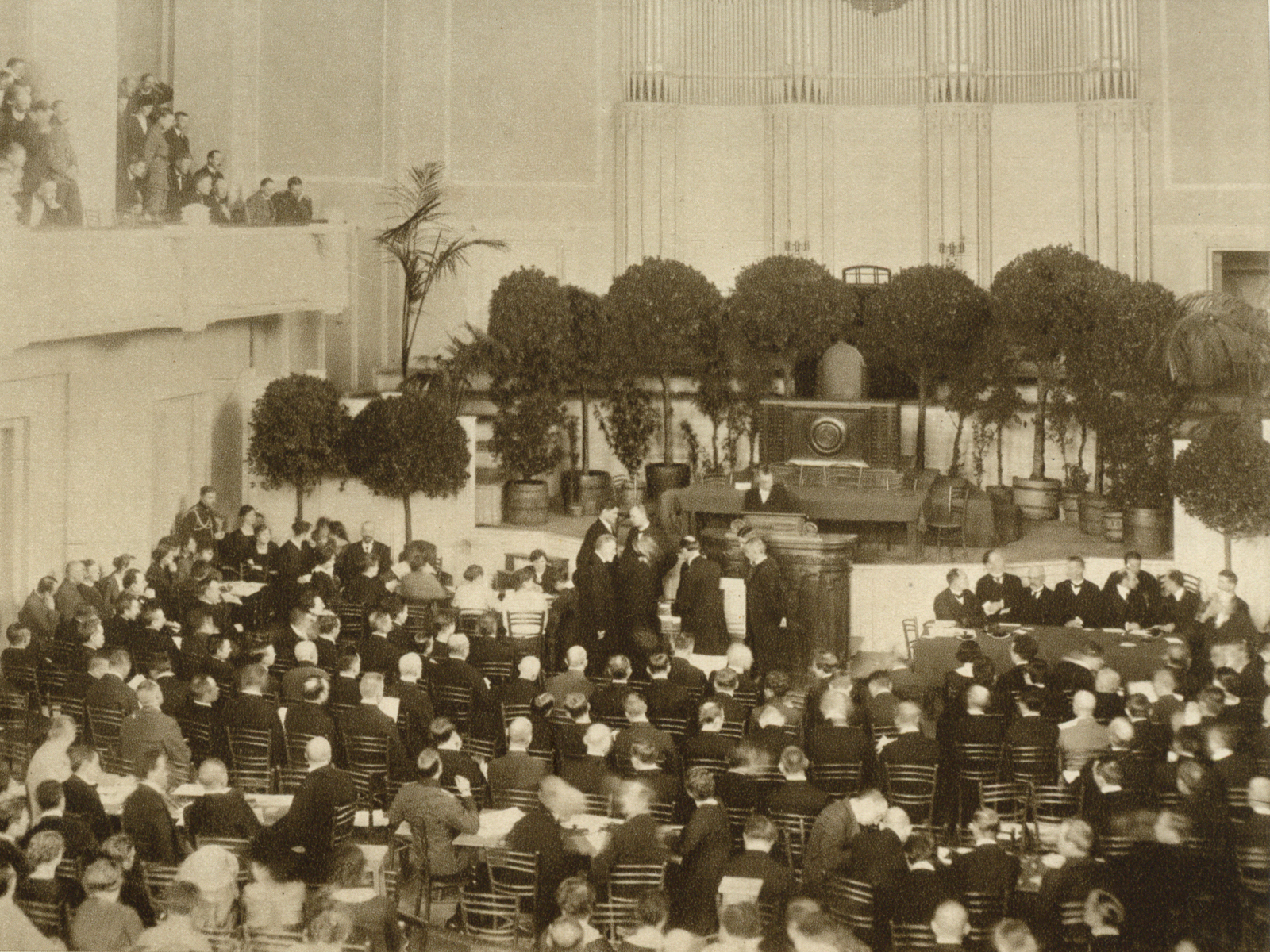
左寄りの議員団が憲法制定会議を支配していた。土地改革法案、そして1920年体制の構築の際、パッツはそれほど強い影響力は発揮できなかった

パッツは迫る赤軍に備えて、エストニア国防軍を組織した。1918年11月28日、ソビエト軍がナルヴァを占領したことで、エストニア独立戦争が勃発した。閣議の最中、パッツは拳でテーブルを強く叩きながら共産主義者との妥協を拒絶し、他の閣僚にも独立戦争を承諾させた。1919年1月、エストニア臨時政府はボリシェヴィキを追放し、2月24日までにエストニアの全領土を掌握した。1919年の独立記念日の大行進で、パッツは「友好国への依存性を弱めるために、我々は自国の経済を保護しなければならない。財政破綻を回避するために、我々は農業国としての地位を確立せねばならない。」と演説した。これはその後20年間にわたってエストニアの財政政策の目標となった。
1919年4月、エストニア憲法制定会議が選出された。しかしエストニア祖国同盟は120議席のうち8席しか獲得できず、中道左派の政党に多数派の座を明け渡した。5月9日、オットー・アウグスト・ストランドマンがパッツに代わって初めて首相に就任した。
その夏、バルト郷土軍との開戦が提案されたが、パッツは反対した。しかし政府は開戦を決断し、結局エストニア・ラトビア連合軍の勝利に終わった。1920年2月2日に戦争が終わると、多数派である左派議員たちは自由主義的な土地改革法案を採択した。以降議会は安定せず、左右両翼の内閣が誕生と崩壊を繰り返すようになった。

### 民主共和政
1919年9月、パッツはエストニア農村国民連合を母体に、新政党「農民集会」を立ち上げた。農民集会は1920年の議会で100議席中21議席を獲得し、パッツは1921年1月25日から1922年11月21日までの間、国老として憲法制定後初の内閣を率いることになる。中道政党三つが連立した、中道右派の内閣であった。しかし、この内閣は中道左派のエストニア労働党がパッツの右寄りの政策を批判して連立を離脱したことで直ちに瓦解した。
国老の座から降りた後は、1922年11月20日から1923年6月7日までリーギコグの議長を務めた。
1923年の選挙で、農民集会は23議席を獲得した。そのため1923年8月2日、パッツは再び国老の地位に就いた。似通った三つの中道政党による連立政権が、エストニア労働党が再び連立を離脱するまで続いた。1924年3月26日、第二次パッツ内閣は退陣し、パッツはそれから7年間にわたって政権から離れることになった。そして1925年12月15日から1927年12月9日まで、農民集会のヤーン・ティーマンが国老を務めた。
1926年の選挙で、農民集会は再び23議席を獲得し、ティーマンも国老職を継続した。1927年、パッツはリーギコグの議員らを、連立内閣を長年不安定にしてきたと非難した。1929年の第六回農民集会大会において、党は極左のアウグスト・レイ政権やパッツの主張とは反対に、他党の間で、体制改革、すなわちより小さな議会と、腐敗の一掃、大統領府の分割を要求された。
1929年の選挙で、農民集会は24議席を獲得し、1931年2月12日から1932年2月19日まで、第3次パッツ内閣が成立した。これは思想的に広範な連立内閣であり、エストニア社会主義労働党から、中道右派のエストニア国民党までが加入していた。1932年1月26日、農民集会と左翼の開拓移民党は合流して小作人移民同盟を組織したが、中道4党から組織される国家社会主義中央党の支持を獲得するのみにとどまったためパッツは内閣は辞職し、国老の座を再びティーマンに明け渡した。
1932年に新しく組織された小作人移民同盟はリーギコグにおいて42議席を獲得し、党の指導者の一人であるカール・アウグスト・アインバンドが国老となった。1932年10月3日、世界恐慌に伴うクローンの切り下げを終えた後、小作人移民連合と国家社会主義中央党の連立が崩壊。一ヶ月にわたる危機が政府を襲った。当時、リーギコグには大政党は3つしか存在しなかったが、そのうちで一番小さい党は社会主義労働党であった。そのため、政府を維持しうる連立はついにあり得なかった。そこで、パッツに特権が付与され、三大政党にまたがる大連立を成立させた。
1932年11月1日、第4次パッツ政権が発足した。25日、大恐慌に対処するため、瓦解したリーギコグから追加の権限が付与された。ところが1933年5月18日、彼の内閣は辞職を余儀なくされる。これは、通貨切り下げ政策を支持し続けていた国家社会主義中央党が連立を離脱し、しかも小作人移民同盟が、復活した開拓移民党によってその議席の大部分を失ったためであった。
パッツは繰り返される政争の中で、地位を確保することに成功していた。結党以来、彼の党はフリードリッヒ・カール・エイクル、レイ、そしてトニッソン以外の内閣には常に閣僚を送り込んでいた。その期間は、1921年から1933年までの4497日のうち、4017日（89%）に及ぶ。パッツ自身が国老の座にあったのは1476日間（33%）であった。興味深いことに、その間彼は国老以外の地位には就かなかった（地方政府の特命大臣を除く）。
パッツは農民集会で非公式の議長を務めていた。しかし彼は党内の評判がよくなかったので、たびたび党内で反対勢力に遭遇した。そのため、パッツが党の公式大会に出席することは稀であった。1933年、ようやくパッツは党の名誉議長に任命された。
参加した国会:
- 1917-1919 エストニア自治議会（英語版）
- 1919-1920 エストニア制憲議会（英語版）
- 1920-1923 第1回リーギコグ
- 1923-1926 第2回リーギコグ
- 1926-1929 第3回リーギコグ
- 1929-1932 第4回リーギコグ
- 1932-1934/1937 第5回リーギコグ

政府があまりにも不安定であったため、エストニアの新体制についていくつかの提案がなされた。しかし1933年10月14日から16日にかけて行われた国民投票において可決されたのは、右翼ポピュリズムのヴァプス運動が提出した三つ目の提案であった。パッツは21日、新体制への以降をした臨時政府ではあったが、非連立の国老に選出された。1934年1月24日までパッツは国老を務め、新体制が発足してからは首相に遷った。新体制は民主主義から遊離した体制であったため、大統領(正式名称は国老)に多くの権限を与えており、リーギコグは実権を失い諮問機関と位置付けられた。
民主主義の立場から見て、ヴァプス運動は権力の座に就けてはならない田舎者の国家社会主義政党と映ったため、パッツと彼の前任者であったトニッソンは共にヴァプス行動を制御することを試みた。1933年8月以来、国老であったトニッソンは非常事態を宣言し、一時的に検閲を開始していた。これはパッツが臨時政府の首相になると、ようやく解除された。1934年2月27日、パッツ自身が法律を制定した。それは軍人が政治に参加することを禁止するものだった。このため、ヴァプス運動では数千の会員が脱退を余儀なくされた。
パッツは大統領選挙に立候補した。しかし、ヴァプス運動の脅迫と流言に悩まされ、ついに自主クーデターを決意した。1934年5月12日、ヨハン・ライドネル将軍と陸軍の協力を得て、パッツはクーデターを実行に移した。

### 沈黙の時代

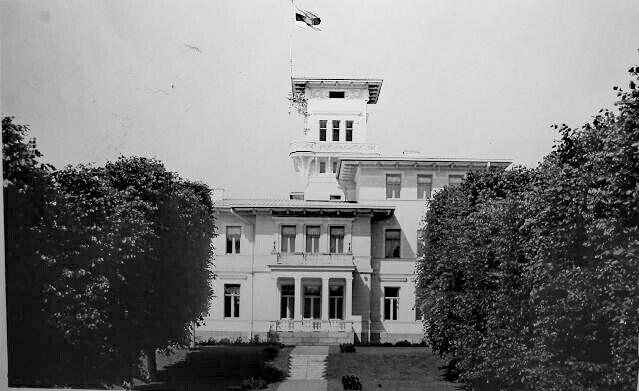
トゥリアに所在するオル公邸。権威主義時代のパッツは、夏期の大統領官邸として利用した。後に第二次世界大戦で破壊されることになる

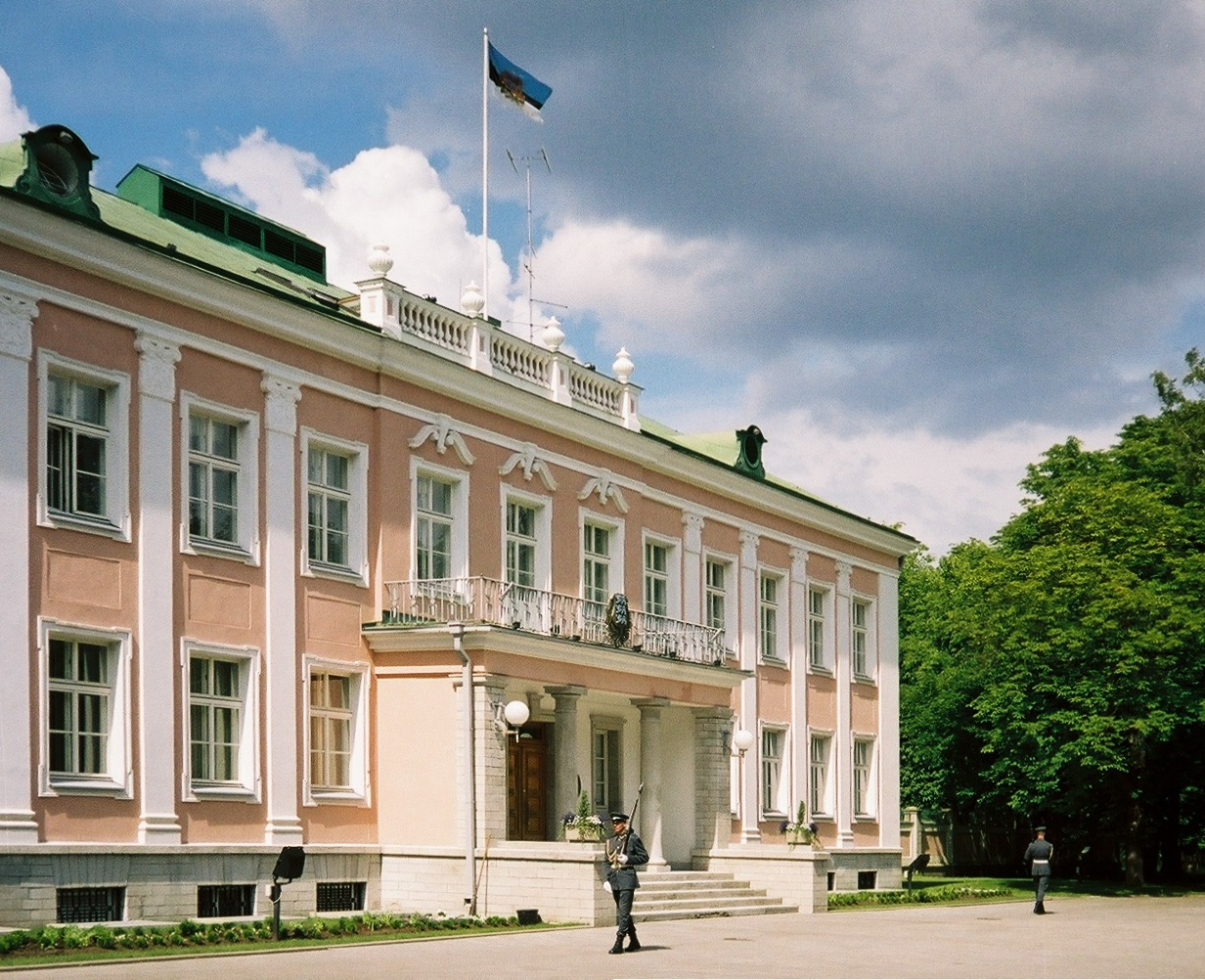
タリン市カドリオーグの大統領官邸はパッツの在職中、1938年に完成した

戒厳令が宣告され、ヴァプス運動は大統領候補アンドレス・ラルカを含む400名の逮捕者を出して解散した。そしてライドネルが陸軍卿に任命された。1934年5月15日から翌日の間に、民主主義の存続を願うリーギコグはパッツの行動を追認した。大統領選は「ヴァプス運動の反政府的扇動のために国民が動揺している」ことを理由に戒厳令の解除まで延期された。
1934年8月、パッツは自身とライドネルに次ぐ重要人物として、アインバンドを内相に任命した。9月には宣伝省が設置され、10月には反体制派が政治活動の規制を批判したことをきっかけに、すべての国会機能は停止された。そして12月に検閲が開始された。
1935年1月、既存の諸政党を置き換えるために、政治結社「愛国連盟」が結成された。パッツは、政治結社は国家を結束させるべきであり、それが分立していてはならないと考えていた。そのため、5月の自主クーデター以降全ての政治結社が禁止されていた。1934年5月、最初の戒厳令（6ヶ月）が宣告された。しかし9月、戒厳令は1年間延長された。こうした延長はその後5回にわたって行われることとなる。
パッツは、国家は各政党の思想によってではなく、権威ある機関によって指導されるべきだと考えていた。そのため、ファシスト党由来の国家コーポラティズムに基づく国家協力組合が設置された。パッツはこの思想を1918年にも普及させようとしたが、極左の協力を得られなかったために失敗していた。パッツはこうした協力組合の設置の主導者であり、最初の2つは彼が政権を握っていた1924年から1931年までに設置され、1934年から1936年までに15の組合が追加で設置された。
1935年、ヴァプス運動によるクーデター計画「エストニアの戯曲」（エストニア国立劇場を中心に行動する計画であったことに由来する）が明るみに出た。全国で750人が逮捕され、ヴァプス運動は壊滅に追いやられた。陰謀の首謀者たちは20年の強制労働に処されたが、1937年に恩赦された。
一方で、トニッソンはパッツが新憲法をいつまでも施行しないことを批判していた。そのため、1935年7月にトニッソンは『ポスティメース』の編集委員を罷免された。1936年10月、4人の元国老であるヨハン・クック、アンツ・ピープ、ティーマン、そしてトニッソンが連署して、パッツに自由権の保障を求める書状を認めた。
権威主義の時代において、敵対組織を持たない政府にとって改革を見送るのは容易なことだった。リーギコグで法案を通過させる代わりに、パッツは大統領令によって政治を行った。経済は成長し、社会基盤、興業、教育の開発が進んだ。「ケーレル・インパル」に改名した内相のアインバンドに代表されるように、人名の「エストニア化」も促進された。
1934年の憲法はあまりにも非民主的であるとして、パッツは国民投票と憲法制定会議による憲法改正を計画した。そもそも先述の協力組合が憲法制定会議設置の基礎となるべく作られていたこともあり、1936年の国民投票において憲法制定会議は76％の支持を得て可決された。同年の国会議員選挙は、ほとんどの選挙区において反政権派のボイコットを受けた。

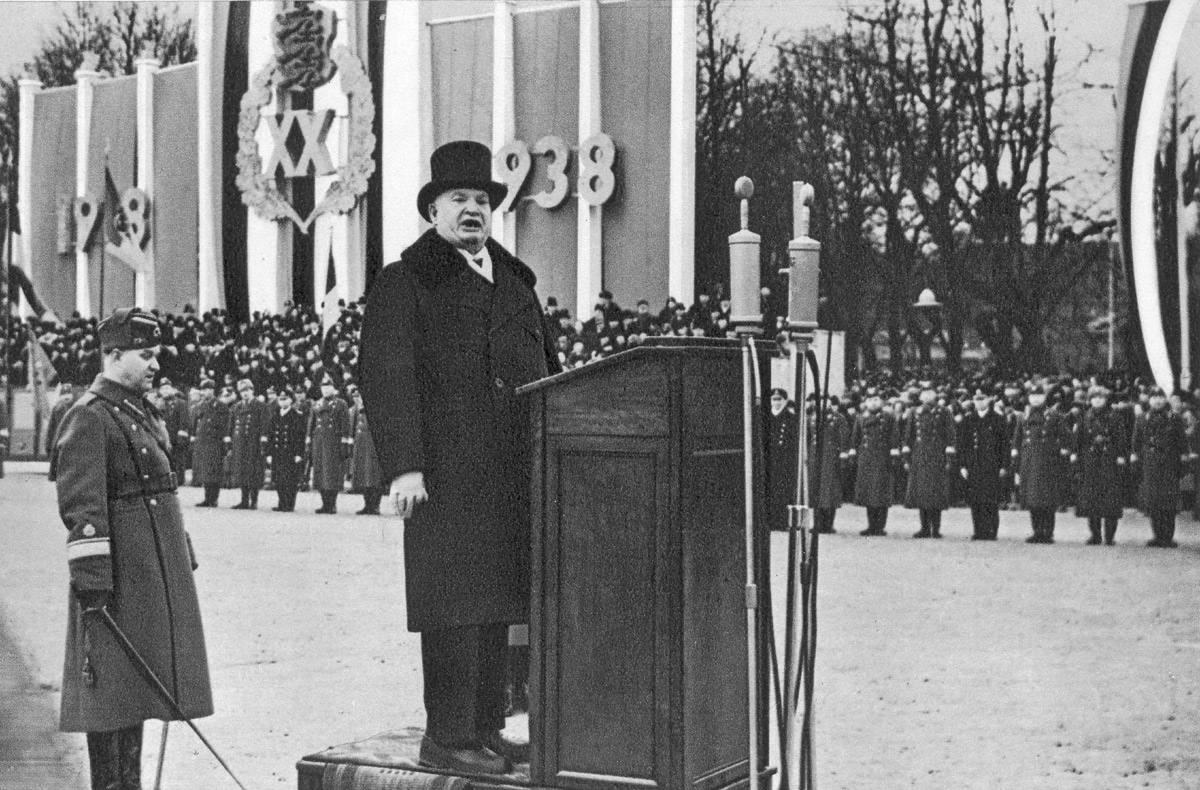
1938年2月24日、スピーチをするコンスタンティン・パッツ

1937年7月28日、憲法制定会議はパッツの青写真をもとにした、第3次となる新憲法を可決した。リーギコグは二院制へと改められ、大統領は議会によって選出されるとする、すなわち間接選挙制が導入された。1937年9月3日、新体制へ移行する120日の猶予期間が開始され、パッツは摂政大統領とされた。
1938年1月に新憲法が施行され、初の大統領選挙が始まった。この選挙には反パッツ派の人物も立候補できたが、彼らはメディアに露出する機会をほとんど与えられなかった。パッツの支持者たちが所属する「憲法施行のための国民戦線」は下院80議席のうち64議席を獲得した。また、大統領に選ばれれば、上院40議席のうち10議席を指名することができた。
議会は、地方政府の代表とともにパッツを大統領に指名した。他の候補者は検討されず、219票の賛成、19票の白票を得た。1938年4月24日、パッツはエストニア共和国初代大統領に就任し、ケーレル・インパルを5月9日付で首相に任命した。そして収監されていたほとんどの共産主義者、ヴァプス運動の関係者は恩赦に付された。いわゆる「沈黙の時代」が1938年の新憲法の施行をもって、あるいは1940年のソビエト軍による占領によって終わったのかについては、現在も意見が分かれている。

### 共和政の終焉とソビエトによる占領

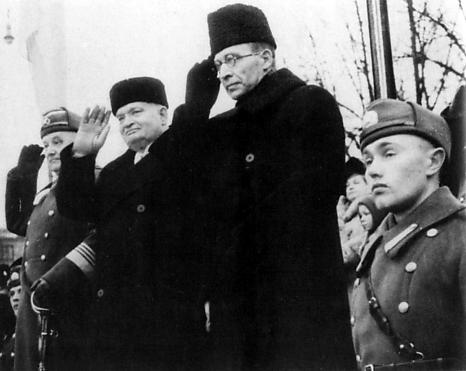
ソ連による占領直前のエストニアの指導者ら（1940年2月24日に祝われた最後の独立記念日）。左からヨハン・ライドネル将軍、大統領コンスタンティン・パッツ、首相ユール・ウルオツ

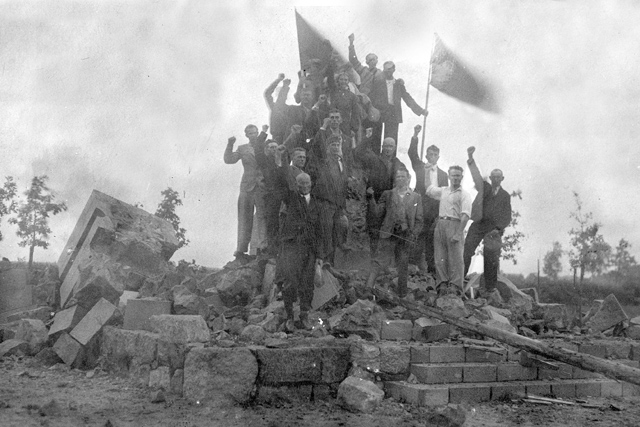
破壊されたタフコランナのコンスタンティン・パッツ記念碑（1940年）

第二次世界大戦が勃発すると、エストニアは中立を宣言した。しかし、1939年9月28日、ソビエト連邦からの圧力により蘇愛相互援助協定を調印した。これにより、赤軍はエストニアに軍事基地を建設できるようになった。1939年10月、パッツはハト派のユール・ウルオツを新しい首相に任命した。
1940年5月の時点では、パッツはソ連の意思は独ソ戦の勃発に備えてエストニアを従属させることに過ぎず、独ソ戦の戦力とする意図においてもエストニアの国体は保持されると考えていた。しかし、1940年6月、ソ連はエストニア政府に最後通牒を突きつけた。パッツは已むなくこれを受諾した。17日には赤軍による占領が開始された。
パッツは引き続き大統領の地位に留まることを許されたが、ソ連はパッツに首相ユール・ウルオツの更迭を要求した。パッツは後任にアウグスト・レイを指名する方針を示したが、アンドレイ・ジダーノフはこれを拒否、その代わりに政治には元来無縁であった共産主義者のヨハネス・バレスを推薦した。パッツがこれを拒否すると、ソ連軍に護衛された共産主義者が大統領官邸前でデモを決行した。絶望的な状況の中でパッツはソ連の要求に屈し、21日、バレスを首相に指名した。事実上の操り人形として、パッツが署名させられたソビエト化のための大統領令は200通以上にのぼった。中でも大きな変更を強いられたのは、選挙法制であった。新体制のために議会選挙が行われたが、その結果招集された下院は、全議席が共産主義者で占められていた。1940年6月23日の戦勝記念日、パッツは「我々が成し遂げた最大の仕事は、エストニア民族の国家を作り上げたことである。そのために、我々は持てる限りの愛、忠誠、勤労、そして生命すらも捧げてきたのだ。」と声明した。29日、パッツは自宅に軟禁された。なお、6月上旬の段階で、パッツはドイツ大使に「エストニアがソビエト化されるとは思わない」との意見を表明していたことがわかっている。1940年7月21日にエストニア・ソビエト社会主義共和国が成立し、パッツは辞任を余儀なくされた。

### 強制送還と投獄、そして死
1940年7月30日、息子のビクター、ビクターの妻ヘルチ・アリス、孫のマッティとヘンとともに、パッツはバシキール自治ソビエト社会主義共和国の首都ウファに送還され、8月9日に到着した。ここで一家は監視付の大きな住居で1年間過ごした。この期間、パッツは在職中の回顧録を執筆する一方、孫のヘンが既に体調を崩していたことから、孫らとその母をスイスかイタリアに送還してくれるよう嘆願した。返事がもらえなかったため、せめてエストニアに戻してくれるようにと再度嘆願した。終いには、素朴にもドイツで収監されているドイツ共産党の元党首、エルンスト・テールマンと自身を交換するようにとも嘆願した。その後パッツは口を閉ざしたが、一方で息子のビクターはナチス・ドイツがソ連を侵略して彼らを解放してくれると確信していた。
1941年5月19日、一家はウファの市場で「偶然」エストニア人の夫婦と出くわし、次の日、彼らは夫婦の家に招かれた。しかし夫婦はどちらもNKVDの工作員であり、パッツとビクターはどちらも「ヨシフ・スターリンやヴャチェスラフ・モロトフに対して顕著な憎悪を示している。なおかつナチズムに賛同し、ドイツのソビエト侵略を今や遅しと待望している。」と報告された。

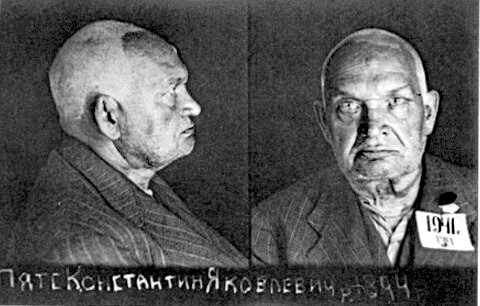
ソ連の囚人となったコンスタンティン・パッツ

1941年6月26日、パッツらは逮捕されてウファで投獄された。孫らは孤児院に送られた。パッツは何時間も取り調べを受けたが、ついに罪状は挙げられなかった。1942年5月になっても、彼は西側からの圧力がソ連をして彼を解放せしめると信じていた。ところが、彼とビクターはモスクワのユリラカ刑務所に送られた。ユリラカ刑務所において、囚人番号11はヨハン・ライドネル、12はパッツ、ビクターは13番だった。ヘルチ・アリスはシベリアのグラーク、すなわち強制労働収容所に送られた。
1943年5月24日、パッツは最初にカザンの、次いでタタール自治ソビエト社会主義共和国チストポリの精神病院に収容された。この強制入院は「自身がなおエストニアの大統領であると繰り返し主張する」という理由で正当化された。1952年4月29日、パッツは刑法58条14項、および58条10項によって有罪とされた。すなわち反革命的サボタージュと、反ソビエト・反革命的宣伝・扇動の容疑であった。1954年、パッツはジェイムジャラの精神病院へと移送され、13年ぶりに祖国の土を踏んだ。しかし、地元の民衆の歓迎と大きな関心がパッツをソビエトに戻す原因となり、カリーニン州（現在のトヴェリ州）のブラシェヴォ精神病院へ送られる。1956年1月18日の水曜日、81年におよぶ波瀾の生涯を終えた。

## 遺骨
1988年、エストニア人のヘン・ラットとヴァルダー・ティムスクはロシアでパッツの遺骨捜索に乗り出した。彼らはカリーニン（現在のトヴェリ）から15キロの場所に位置する、パッツが入院させられていたブラシェヴォ村へ足を運んだ。そこでパッツの最後の担当医、センヤ・グラシーヴァと面会し、1956年のパッツの葬式について訪ねた。彼女はパッツは他の死者とは異なり、大統領のように手厚く葬られたと語った。1990年6月22日にパッツの墓は掘り返され、10月21日、タリンのメサカミストゥ共同墓地へ改葬された。2011年、ブラシェヴォ村にパッツを記念する十字架が立てられた。

## 私生活

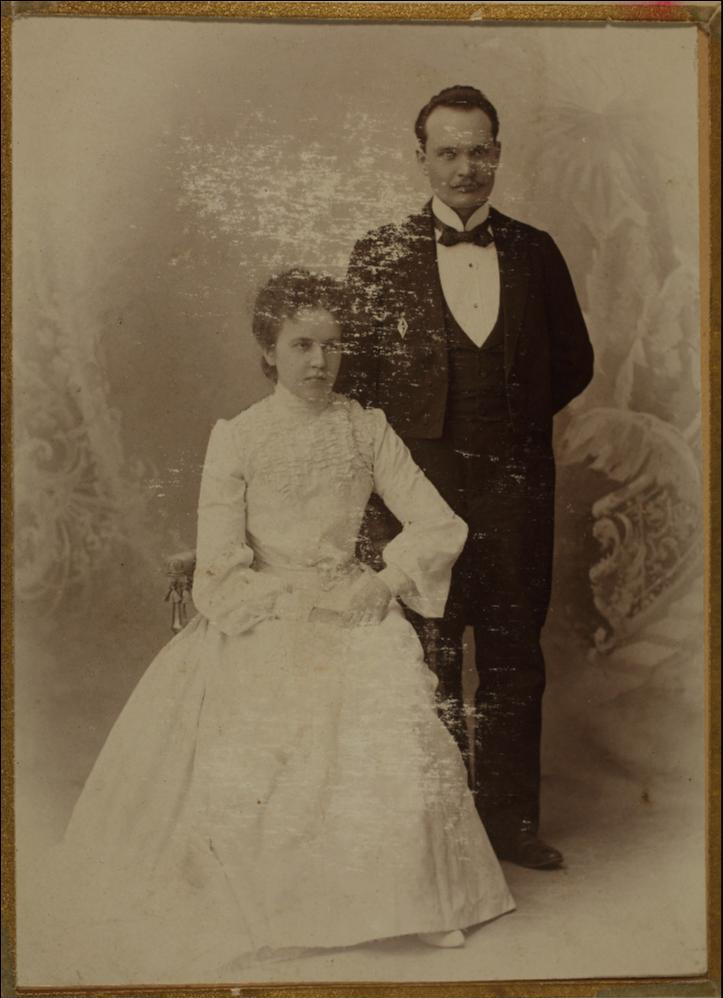
コンスタンティン・パッツと妻ヘルマ

1901年、パッツはパルヌ高校で出会ったヘルマ・アイダ・エミリー・ピディーと結婚した。レオとヴィクターの2子を儲けた。1905年にコンスタンティンは家族をエストニアに残してスイスに亡命し、その間に次男ヴィクターが生まれた。家族はフィンランドのオリラで再会を果たした。1910年、コンスタンティンがサンクトペテルブルクで投獄されている間に、ヘルマは肺炎で死亡してしまった。パッツは再婚せず、子息はヘルマの未婚の妹、ヨハナ・ウィルヘルミネ・アレクサンドラ・ピディーに育てられた。
パッツは親切な人物だと言われていた。演説の才能と、田舎育ちならではの強い郷土愛を併せ持っていた。子供に関する問題には特別の関心を示した。しばしば大家族に寄附をしたり、学生たちのためのイベントを企画し、自ら参加したりした。カドリオーグの大統領官邸附近の公園を毎朝散歩し、掃除夫らと言葉を交わした。

## 子孫
コンスタンティン・パッツの長男、レオ（1902-1988）は1939年にかろうじてフィンランドに遁れ、のちスウェーデンに移り、1988年に没した。次男ヴィクター（1906-1952）はモスクワのユリラカ刑務所で1952年5月4日に死亡した 。ヴィクターの子ヘン（1936-1944）とマッティ（1933）は1941年、別々の孤児院に送られたが、毎週面会していた。しかし1944年、ヘンは飢餓のためマッティの腕の中で息絶えた 。したがって生存するコンスタンティン・パッツの子孫はマッティとその子、孫のみである。マッティはその母ヘルチ・アリスとともに、1946年に解放されたが、ヘルチ・アリスは1950年に再逮捕、10年の懲役を宣告されカザフ・ソビエト社会主義共和国で1955年まで投獄された 。マッティは1991年までエストニア特許庁の理事を務め、リーギコグ、タリン市議会の議員を歴任した。

## 事績

### 政治

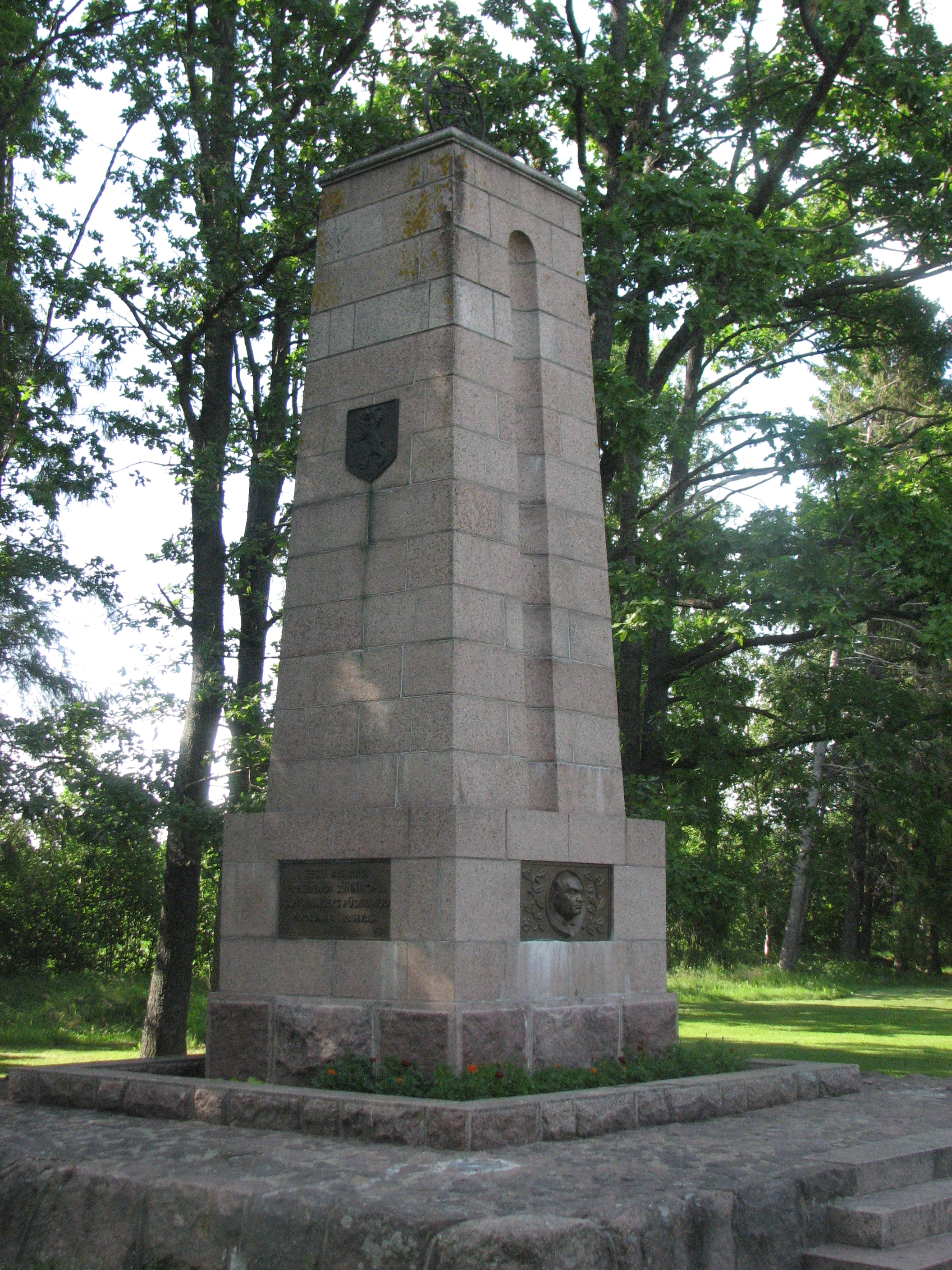
故郷タフコランナに建てられたパッツの記念碑（1939年建設）。後にソ連によって撤去されたが、最初に建設されてからちょうど半世紀後の1989年に再建された

パッツの思想は彼の生涯のうちに大きく変化している。1905年の革命の時点で、パッツは社会主義者と目されていた。当時、進歩的な思想の多くは社会主義と考えられていた。エストニアを追放されている間、彼は自由主義を志向しながらも、両方の思想の利点を取り入れようと試みていた。
しかしエストニア独立の動乱の中では保守主義者として振る舞い、権威主義の時代には、国家社会主義の片鱗までも伺わせた。
パッツの経歴のいくつかの面においては、未だに討論の的となっている点がある。パッツの同志らのうちには、聖職から文化的な職業にわたって、重要な地位を手に入れた者がいる。このため、一部の歴史家たちは、パッツとその協力者たちが1934年のクーデターをヴァプス運動の政権奪取を阻止するためではなく、戦前エストニアの民主主義を破壊し、彼らの権力欲を満たすために利用したと主張している。また、民主的な第3次憲法を成立させるのに3年以上を要した点も批判の的になっている。
それ以上に、ソ連による占領前後の彼の行動は多くの疑問を抱かれている。なかでも注目を集めているのは、エストニアの歴史家マグヌス・イルジャーブによって提起された、1918年には共産主義者との妥協を断固として拒絶したパッツが、なぜ1940年にはほぼ無抵抗でエストニアをソ連に譲り渡したのかという疑問である。この理由については、パッツの体調不良が彼をして現実的な状況判断を不可能ならしめたという説がある。一方で、パッツはソ連を信頼しており、その指導者のうちの誰かと誼を通じていたとか、NKDVがパッツの健康状態や彼の耳に入る情報を操作していたとか、パッツは独ソ戦の開戦を知っており、ソ連に従属するのはほんの一時のことだと考えていたなど、様々な説が提起されている。
また、パッツは状況の困難さを知っており、ソ連との戦争を避けることで国民の生命を守ろうとしたのだと弁護する者もいる。彼らによれば、パッツは弁護士であったため、占領下で強制された大統領令は無効なので問題はないと理解しており、同時に、もし戦争が起こればエストニアの独立を認めたタルトゥ条約も無効化されてしまうと考えていた。
国際法とエストニア憲法によると、パッツの行動は占領の開始以来、遅くともジダーノフがバレス内閣を強行的に成立させた1940年6月21日以降については無効と考えられる。同じく、エストニア憲法で要求されている上院の批准を経ていなかったため、バレス内閣によって通過し、パッツが公布したいかなる法律も無効であった。
法律上、パッツは1956年の死亡まで大統領であり続けた。実際の大統領の職責は最後の首相ユール・ウルオツに引き継がれ、ウルオツは1944年にオットー・ティーフ内閣を組織させた。しかしティーフ内閣はソビエトの再占領により解散させられ、ウルオツ自身も1945年にストックホルムで死亡した。大統領の職責はティーフ内閣最年長の閣僚であったアウグスト・レイに引き継がれ、レイは1953年にエストニア亡命政府を組織した。亡命政府最後の大統領代行ハインリッヒ・マークは1992年10月8日、再独立したエストニア共和国の大統領となることが決まったレナルト・メリに信任状を手渡した。

### 外交政策

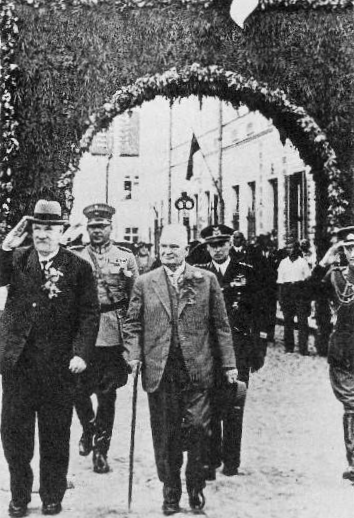
フィンランドの大統領ペール・スヴィンヒューとパッツ（ナルヴァにて）。パッツの提案した「大フィンランド」構想は、日の目を見ることはなかった

1918年、パッツはエストニア＝フィンランド間の身上連合を提案した。しかしながら、フィンランドの指導者たちはあまり乗り気でなかったために却下された。それでもパッツは、ソ連に逮捕される直前の1940年7月に書かれた彼のいわゆる「政治家の遺言」に見られるように、この構想を持ち続けていた。1922年、パッツが初めて国老の地位に就いたとき、エストニアの元首として初めてフィンランドに公式訪問した。非公式には1931年、1935年、そして1937年にも訪問している。フィンランド大統領のペール・スヴィンヒューもパッツ在任中の1934年と1936年にエストニアを訪れている。
1933年、パッツはラトビアにも公式訪問をし、1934年にはエストニア、ラトビア、リトアニア間でバルト協商を締結している。これはフィンランドをエストニアに近づける試みでもあったが、結果は芳しくなかった。1930年代、エストニアとポーランドはお互いに何度かの公式訪問をしている。
1930年代後半、ソ連がエストニアに顕著な「関心」を示し始めると、エストニアの外交政策はドイツ寄りに切り替えることを余儀なくされる。この変化は、1936年にエイクルが外務大臣として駐ドイツ大使を設置したことからも明らかである。1936年12月3日、エストニアは中立を宣言した。

### 経済・文化面における活動
パッツは経済界で積極的に活動した。1919年から1933年の間、パッツは保険会社「エストニアン・ロイド」社長の座にあった。1925年から1929年にかけて国家協力組合のうち商工部会の会長を務め、1935年以降は名誉顧問の地位についた。そのほかにも彼はハルジュ銀行の取締役会長、タリン交流委員会委員長を歴任した。タリン付近のクルーストリメスタで農場を経営していた。その跡地はタリン植物園となっている。
1925年から1936年にかけて、フィン・ウゴル諸族という共通点を持つ3つの民族で組織された「エストニア人・フィン人・ハンガリー人民族連絡会」の会長、1936年以降は名誉会長を務める。1927年から1937年、フィン・ウゴル財団会長。
パッツは1928年にタルトゥ大学、1938年にタリン工科大学、インドのアンドゥラ大学から名誉博士号を授与される。また、1938年にエストニア民族学会、1939年にエストニア科学学会の名誉会員に認定される。1938年には、エストニア博物学会、エストニア資源協会の名誉会員にも加えられる。フラテニタス・エスティカの名誉卒業生にも数えられ、タリン、ナルヴァ、パルヌ、タルトゥ、タフコランナ郡の名誉市民に列せられた。

### 社会
エストニア国内の様々な地名や組織がコンスタンティン・パッツに倣って命名されている。タリン市のケンタマ（Kentamanni）通りは1939年から1940年、および1941年から1944年のうちにパッツに倣って命名されたものである。ポルツァマーのロッシ（Lossi）通りもまた、パッツに倣って1936年から1940年にかけて命名されている。また、呼吸器疾患を持つ子供たちのために、タリンにコンスタンティン・パッツ寄宿学校がパッツ自身の主導によって開設されている。
1991年、パッツが所有した農場が残るタリン植物園にコンスタンティン・パッツ記念館が開設された。記念館は今も運営されているが、農場は1995年にパッツの子孫に返還された。
パッツは文学作品にしばしば登場する。最も著名な作品は、エンドラス・キビラーブによる風刺作品『イラン・オラーブの思い出』である。パッツは国民の誰からも愛された善人にして真の民衆の味方として描かれている。パッツの生涯は、戦間期から第二次世界大戦までのエストニアの運命を描いたテレビ番組『嵐の中の祖国』でも取り上げられている。

## 栄典
- 1920年 - 自由十字章（英語版）I/I
- 1920年 - 自由十字章III/I
- 1921年 - エストニア赤十字章（英語版）III
- 1926年 - エストニア赤十字章I/I
- 1929年 - 鷹十字章（英語版）I
- 1938年 - 国軍特別紋付肩章（英語版）
- 1938年 - 白星首章（英語版）
- 1938年 - 国軍紋付首章（英語版）